# Абразивоструйный аппарат

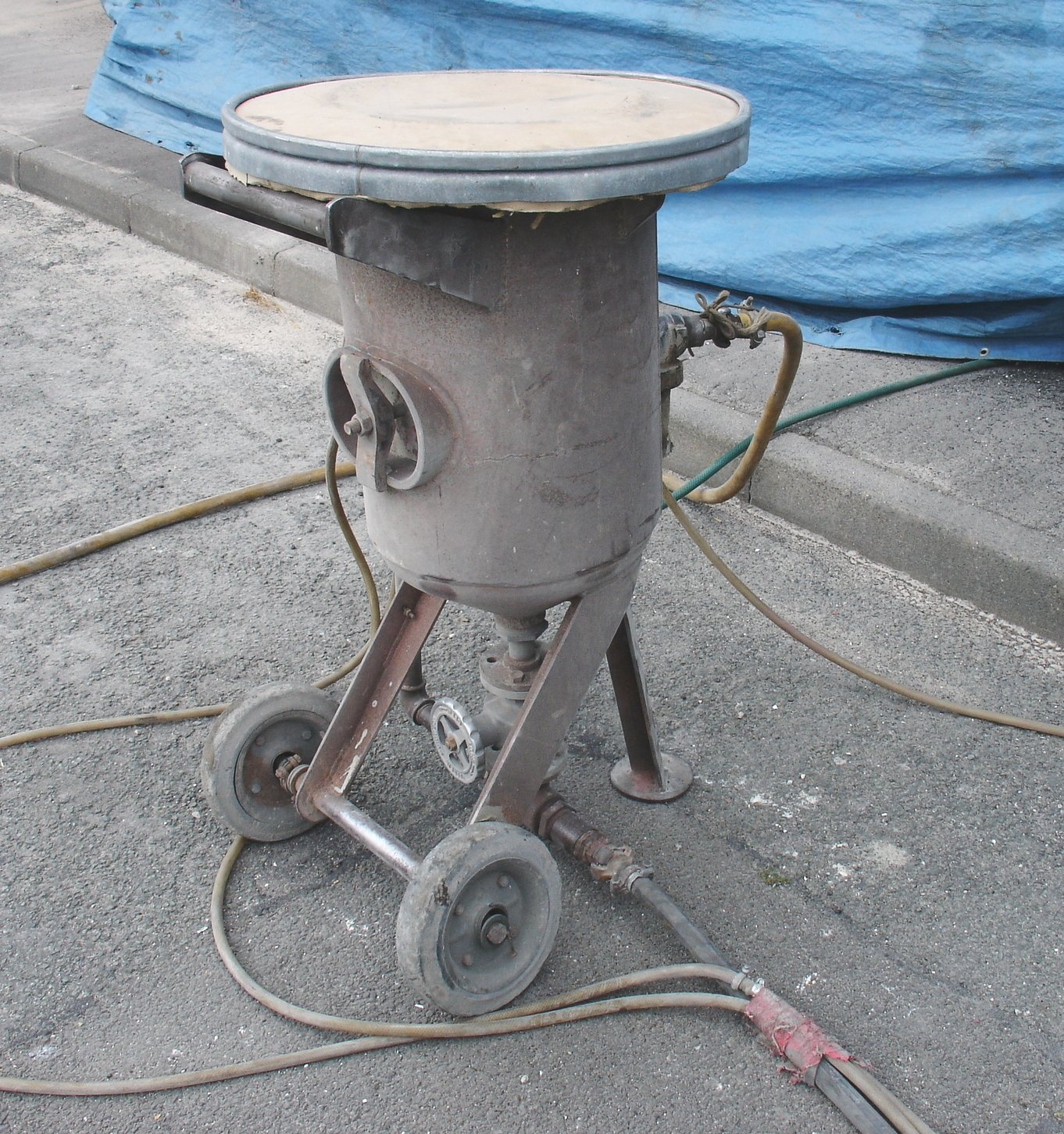
Абразивоструйный аппарат (сверху крышка-сито для фракционирования абразива)

Абразивоструйный аппарат предназначен для очистки поверхностей отливок, металлических поверхностей, фасадов зданий и т. д. перед окрашиванием струей сжатого воздуха с взвешенными в нём абразивными частицами. Струйные аппараты известны под различными наименованиями: установка, бак, генератор давления, резервуар и т. д. Управляет аппаратом оператор абразивоструйной очистки (абразивоструйщик). Абразивоструйная установка напорного типа, представляет собой металлический бак, работающий под высоким давлением. В него засыпается необходимый для работы абразив. В нижней части аппарата происходит смешивание струи сжатого воздуха, идущего от компрессора, и абразива. Смесь абразива и воздуха по шлангу устремляется с большой скоростью через сопло на очищаемую поверхность и очищает её от ржавчины, окалины, продуктов коррозии и старых покрытий. Конструкция абразивоструйных установок должна соответствовать требованиям Гостехнадзора предъявляемых к оборудованию под давлением.

## Принцип работы
Абразив под действием силы тяжести и давления воздуха, поступающего в бак абразивоструйного аппарата, подается под давлением в воздушную магистраль через дозирующий вентиль и с высокой скоростью и выбрасываются из сопла на очищаемую поверхность удаляя с неё поверхностный слой (обычно удалению подлежит окалина, ржавчина, старая краска и другие загрязнения). Для обеспечения безопасного и эффективного процесса абразивоструйной очистки установку требуется доукомплектовывать устройством дистанционного управления. Большинство струйных аппаратов рассчитано на рабочее давление от 8,8 до 10 бар. Запрещается превышать рабочее давление — взрыв струйного аппарата под давлением воздуха может привести к серьёзным травмам или смерти.

## Область применения
Абразивоструйная очистка металлических конструкций и сооружений, бетонных поверхностей. Степень очистки до Sa 3. Производительность до 37 м2/ч (смотри таблицу производительности). Струйные аппараты предназначены для работы с любым сухим абразивом фракцией до 3,5 мм.

## Виды струйных аппаратов
Струйные аппараты можно разделить на 4 категории:
- маломощные
- среднемощные
- высокопроизводительные
- аппараты большого насыпного объёма.

У маломощных аппаратов ёмкость от 15 до 30 л, трубки малого диаметра, короткий рукав и прямая втулка сопла. Эти аппараты имеют такую же мощность, что и большие, но используются для гораздо меньшего объёма работ. Благодаря малому весу и портативности они идеально подходят для струйной очистки небольших участков сложной загрязнённой поверхности.
Среднемощные аппараты можно перевозить на небольшой грузовой машине, и они обладают высокой производительностью и ёмкостью от 100 до 140 л. Как правило, они комплектуются трубками и рукавами на 25 мм, которые можно использовать с соплами Вентури на 5, 6,5 и 8 мм. Такие аппараты идеально подходят для работ, которые можно выполнить в течение 1—2 часов.
Высокопроизводительные аппараты — самые многофункциональные и популярные. Их ёмкость составляет 200 л и более. Они комплектуются стандартными трубками и рукавами размером 32 или 38 мм и соплами Вентури размером от 10 до 12,5 мм. Такое оборудование используются подрядчиками по абразивоструйной очистке и на промышленных объектах и вмещают большой объём абразива для продолжительной безостановочной работы. Стационарные высокопроизводительные установки используются на предприятиях с организацией рабочего поста (обитаемая камера, необитаемая) или включены в технологический процесс связанный с подготовкой поверхности.
Струйные аппараты большого насыпного объёма обеспечивают такие же результаты, что и высокопроизводительные аппараты, но вмещают больший объём абразивного материала — от 1800 до 24 000 л. Такие аппараты обычно оснащены выходами для нескольких операторов. Особенно популярны портативные аппараты объёмом от 3600 до 4800 л на 2—4 выхода. Воздушные трубки и шланги подачи воздуха в аппаратах большой ёмкости должны быть достаточно большими для обеспечения всех рабочих выходов.

## Комплектация
- Сепаратор с ситом
- Бак
- Дозирующий вентиль
- Клапаны подачи воздуха
- Кран сброса давления
- Краны подачи воздуха и песка
- Ревизия бака
- Воздушная магистраль
- Влаго-маслоотделитель
- Манометр
- Маска или шлем для абразивоструйных работ с принудительной подачей чистого воздуха.
- Шланги для воздуха и маски
- Абразивоструйное сопло

## Технические данные
| Ёмкость бака, литров        | 100      | 200      |
| --------------------------- | -------- | -------- |
| Макс. рабочее давление, бар | 12       | 12       |
| Рабочая температура, °C     | −10 / 50 | −10 / 50 |
| Диаметр бака, мм            | 508      | 609      |
| Высота бака, мм             | 1226     | 1480     |
| Вес, кг                     | 105      | 135      |

## Таблица производительности абразивоструйных аппаратов[4]
| Диаметр сопла, мм                          |      | 6,5 | 8,0 | 9,5 | 11,0 | 12,5 |
| Расход воздуха в м3/мин при давлении 8 бар |      | 4,2 | 6,6 | 9,0 | 11,6 | 16,1 |
| Средняя производительность в м2/ч          | Sа 2 | 10  | 15  | 21  | 28   | 37   |
| Средний расход абразива в кг/м2            | Sа 2 | 40  | 35  | 32  | 29   | 28   |